# Umbro

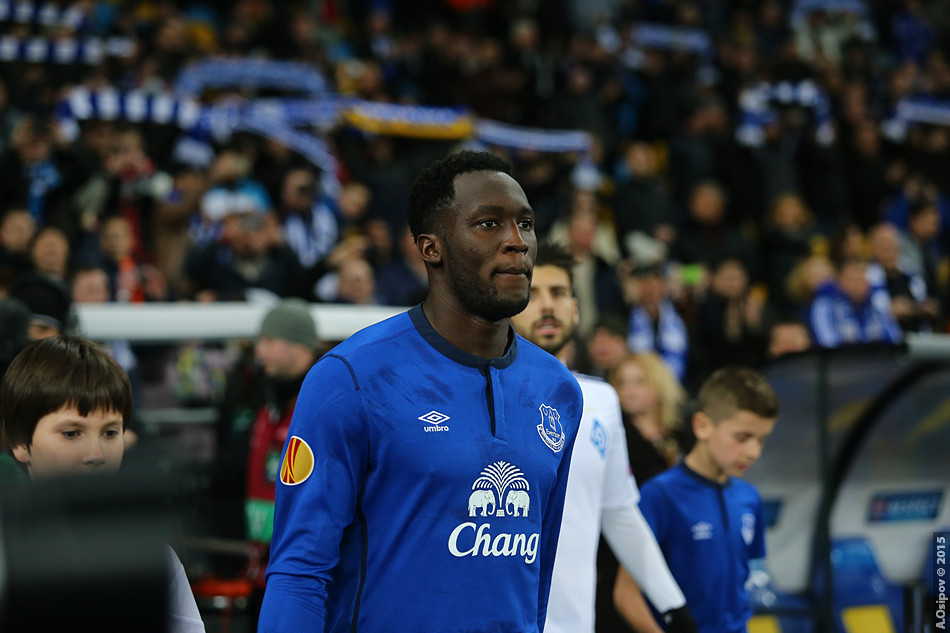
Romelu Lukaku in het Umbroshirt van Everton.

Umbro is een internationaal bekend kledingmerk, gevestigd in Manchester ( Engeland). Umbro maakt voornamelijk voetbalkleding en -uitrusting. Deze producten worden verkocht in meer dan 90 landen. Het logo van het merk bestaat uit twee liggende ruiten met hetzelfde middelpunt.

## Historie
Het merk werd opgericht in 1910 in Wilmslow als Humphreys Brothers Clothing. In 1924 werd de naam veranderd naar Umbro, als afkorting van de vorige naam Humphrey Brothers. Het eerste voetbalshirt werd ontworpen voor Manchester City in 1934, in dit shirt werd datzelfde jaar de FA Cup gewonnen. Een ander sportief succes werd behaald door het Engels voetbalelftal op het WK in 1966, in het shirt van Umbro werd voor het eerst de wereldbeker veroverd. Overigens werden dat toernooi alle tenues van de deelnemende landen geleverd door Umbro, op een uitzondering na.
Op 23 oktober 2007 werd bekendgemaakt dat Nike het merk overneemt voor een bedrag van 408 miljoen euro. Deze deal werd begin 2008 definitief beklonken.
In 2012 is het bedrijf overgenomen door Iconix Brand Group.

## Teams gesponsord door Umbro

### Landen
- Congo-Kinshasa
- Eswatini
- Guatemala
- Madagaskar
- Engeland (rugby union)

### Clubs
Grote Europese clubs die ooit een contract met Umbro hebben gehad zijn onder andere: Ajax, PSV, Manchester United, Tottenham Hotspur, Galatasaray, Chelsea, Liverpool, Schalke 04.
De volgende voetbalclubs worden anno 2025 door Umbro uitgerust:
- Argentinos Juniors
- CA Belgrano
- AFC Bournemouth
- Brentford FC
- Cambridge United FC
- Cape Town City FC
- Club Africain
- Club Nacional de Football
- Cienciano
- Deportes Tolima
- Estrela da Amadora
- Fluminense FC
- Forest Green Rovers FC
- Göztepe SK
- Hapoel Beër Sjeva
- FK Haugesund
- Heart of Midlothian FC
- Huddersfield Town FC
- Ipswich Town FC
- CA Lanús
- FC Lorient
- Luton Town FC
- Mochudi Centre Chiefs
- Montevideo Wanderers FC
- Rayo Vallecano
- Santa Clara
- Santos FC
- St Patrick's Athletic
- Tusker FC
- CD Universidad Católica del Ecuador
- West Ham United FC